# ام قنطور
ام قنطور شهری در کردفان شمالی سودان است، که در فاصله ۱۵۰ کیلومتری شمال شرق ال عبید واقع شده است.